# Török Ferenc (öttusázó)
Török Ferenc (Csillaghegy, 1935. augusztus 3. –) kétszeres olimpiai bajnok magyar öttusázó, edző, sportvezető, ügyvéd, politikus.

## Sportpályafutása
Az Óbudai Árpád Gimnáziumban Iglói Mihály irányításával kezdett atletizálni. 1951-ben érettségizett. 2015-ben így emlékezett meg iskolájáról: „Az Árpád Gimnáziumba jártam, és megszöktem egy október 6-ai ünnepségről. Az udvaron keresztül leléptem, átmásztam a kerítésen, de Iglói Mihály testnevelő tanár utánam jött. Rám fütyült, de nem álltam meg, így elkezdtünk futni a Tímár utcai HÉV-megálló felé. Én táskával loholtam, de nem ért utol, mint később kiderült, szándékosan. Kíváncsi volt, meddig bírom a futást. Nem tudhattam, hogy ő akkoriban még szenior mezeifutó-versenyeken indult. Konok fiú voltam, Aquincumig futottam, ott aztán kimerültem, leültem egy római sír szélére, és megadtam magam. Visszavitt az iskolába, és ott válaszút elé állított: vagy az igazgatóhoz megyünk, vagy aláírom a belépési nyilatkozatot a Honvédba.” 
1952-ben kezdte el az öttusasportot a Budapest Honvédban. Első felnőtt sikere 1961-ben volt, amikor az öttusacsapattal világbajnoki ezüstérmet szerzett. 1962-ben egyéni világbajnoki bronzérmet, csapatban újra ezüstérmet szerzett, majd 1963-ban egyéni vb-ezüstöt és csapatban vb-aranyat nyert. Utóbbiban 1965 és 1967 között minden világbajnokságon sikert aratott. Az 1964-es tokiói játékokon egyéniben olimpiai aranyérmet, csapatban bronzérmet szerzett. 1965-ben és 1966-ban vb-bronzérmes volt az egyéni versenyben. Az 1968-as mexikóvárosi játékokon aranyérmet nyert Balczó Andrással és Móna Istvánnal. 
1970-ben vonult vissza az aktív öttusázástól. Pályafutása során kilencszeres magyar bajnok lett (három egyéni, hat csapat).

## Sportvezetői pályafutása
1966-ban szerzett szakedzői diplomát a Testnevelési Főiskolán. 1976-ban a magyar öttusa-válogatott szövetségi kapitányává nevezték ki. Edzősége alatt nyert az 1988-as szöuli játékokon Martinek János egyéniben, ill. a csapat aranyérmet. Szövetségi kapitányként összesen hét arany-, tíz ezüst-, ill. négy bronzérmet szereztek versenyzői. 1989-ben távozott posztjáról. 1991 októberétől 1992-ig a válogatott felkészítését koordinálta (nem volt kinevezett szövetségi kapitány).
1989-ben a Magyar Öttusa-szövetség elnökévé választották. Ezt a pozíciót 1996-ig viselte, utána a szövetség tiszteletbeli elnöke lett. Emellett 1993-tól 1996-ig a Nemzetközi Öttusa-szövetség egyik alelnökévé is megválasztották.
1989 és 1997 között a Magyar Olimpiai Bizottság elnökségében is tevékenykedett. A Nemzeti Testnevelési és Sporttanács tagja volt. 1993-ban az MLSZ elnökségének, valamint a végrehajtó bizottságának tagja lett. A Gerevich Alapítvány alelnöke. 2003-ban a Wesselényi Közalapítvány kuratóriumának elnöke lett. 2011-től a Magyar Sportolók Egyesületének alelnöke.

## Jogászi pályafutása
1953-ban vették fel az Eötvös Loránd Tudományegyetem Jogtudományi Karára, ahol 1957-ben szerzett jogi doktorátust. A diplomájának megszerzése után a II. kerületi bíróságon volt bírósági fogalmazó, majd 1959 és 1962 között a XI. kerületi bíróság elnöki titkára volt. Ezután 1966-ig bírósági ügyvéd, majd több ügyvédi munkaközösség tagja. 1988-ban az MLSZ jogtanácsosa volt. 1992-ben nyitott saját, önálló ügyvédi irodát.

## Politikai pályafutása
1990-ben kezdett el politizálni, amikor belépett a Szabad Demokraták Szövetségébe. Az 1990-es országgyűlési választáson Budapest 6. választókerületben szerzett egyéni mandátumot. 1994-ben és 1998-ban országgyűlési képviselő-jelölt. 1994 és 1998 között az SZDSZ országos tanácsának, 1995 és 1997 között annak elnökségének tagja volt. 1998-ban kilépett a pártból.

## Családja
Nős, két házasságából négy gyermeke született. Veje Abay Péter (1962) olimpiai ezüstérmes kardvívó.

## Díjai, elismerései
- Az év magyar öttusázója (1964)
- Az év magyar sportolója (1964)
- Mesteredző (1984)
- A Magyar Népköztársaság csillagrendje (1988)
- Az év magyar edzője választás második helyezett (1988)
- Az év magyar edzője (1989)
- NOB Olimpiai érdemrend (1995)
- A Magyar Köztársasági Érdemrend középkeresztje (2005)
- Budapest díszpolgára (2010)
- Az öttusa hírességek csarnokának tagja (2018)[3]

## Kötete
- Ha kell, újra lefutom!; Éghajlat, Bp., 2011